# 이시다 아유미 (1948년)
이시다 아유미(일본어: いしだあゆみ, 본명: 이시다 요시코 (石田良子), 1948년 3월 26일~2025년 3월 11일)는 일본의 여배우 및 전 가수이다. 일본 나가사키현의 사세보시에서 태어나 오사카부 이케다시에서 성장했다.

## 약력
언니가 피겨 스케이팅 코치로 그르노블 올림픽 대표 선수의 오카모토 하루코(이시다 하루코), 여동생에게 전 가수의 이시다 유리(나카니시 레이의 부인). 그전의 사무소의 동료였던 오쿠무라 치요와 같은 이케다 시 출신이다.
생후 2개월에 폐렴에 걸리고, 빈사상태에서 사세보 미군 기지의 병원에서 페니실린으로 도움을 받았다. 피겨 스케이팅 선수를 거쳐서 연예계에 스카우트되어, 1960년에 우메다 코마 극장에서 첫 무대를 밟는다. 1962년 상경하고, 이즈미 다쿠를 사사. 1964년 "네, 들어봐요 엄마"로 레코드 데뷔를 하고, 텔레비전 드라마 "7명의 손자"(TBS)에서도 인기를 떨친다.
1968년, 이미지 체인지와 가수활동에 전념 때문에 레코드 회사를 이적. 같은 해 말에 시판된 "블루 라이트 요코하마"가 1969년 초두부터 대히트 하고, 150만장의 매출을 기록. NHK홍백가합전에 1969년부터 1977년까지 9년 연속 출장을 행했다. 또 1993년에는 16년 만에 복귀해 통산 10회 출장했다. 1979년, 이전부터 소속하고 있었던 와타나베 프로덕션으로부터 분사화한 예능사무소 이자와오피스에, 더 드리프터즈 등과 함께 이적.
그 후는 여배우에게 전념. 1977년 "청춘의 문·자립 편"으로 보고 영화상 조연 여자배우상, 1986년에는 문예대작 "불택의 사람"으로 일본 아카데미 상 주연 여자배우상을 시작하고, 보고 영화상, 블루 리본 상 등, 수많은 상을 수상하였다. 또 1986년 영화 "시계 Adieu l”Hiver"에서는 피겨 스케이팅의 코치역을 연기하였다.
텔레비전 드라마에서는, "북쪽의 나라에서"(1981년 ~ 1982년, 후지TV), "금요일의 아내들에게"(1983년, TBS) 등에서 호연. 1989년 상반기, 연속 텔레비전 소설 "청춘가족"(NHK)의 히로인을 시미즈 미사와 함께 맡았다 (방송 시점 41세로 당시로서는 히로인 역사상 최연장이었다).
2003년 하반기에 방송된 연속 텔레비전 소설 "비치는 비치는 가족"(원작, 나카니시 레이"데루데루보즈의 데루코 씨")으로 우에하라 다카코가 연기한 이와타 나쓰코는 이시다가 모델로 여겨지고, 스스로도 클럽의 가수의 직무상으로 출연하고 있다.
텔레비전 드라마 "축제숲이 들린다"에서 공연한 하기와라 겐이치와 1980년에 결혼 발표, 1984년에 이혼 발표하고 있었지만, 하기와라 겐이치는 뒤에 자서전 "쇼켄"에서, 실제로 2명은 1도도 호적에 올리고 있지 않고, 사실혼(내연상태)이었다고 고백했다. 단 주간신조(新潮) 2008년 4월 3일호의 기사("쇼켄 자전"이시다 아유미와 "미입적"은 거짓말이었다)에 의하면, "미입적은 사실이 아니고, 하기와라 겐이치도 실제로는 입적하고 있었던 것을 인정했다"라는 것이다.
오랫동안 신곡의 발표가 없었지만, 2008년 1월에 NHK 라디오의 장수프로그램 "라디오 심야편"의 1코너 "심야편의 노래"의 1곡으로 오래간만인 신곡 "오아시스"를 아키 요우코 작사, 우자키 류도 작곡으로 발표. 동 프로그램에서 같은 해 3월까지 흘려졌다. 단, 가수활동을 재개한 것인 것인가 아닌가는 불분명해서 본인이나 사무소에서도 이 건에 관한 발표는 행해지지 않고 있다. 또, "오아시스"도 현재 NHK 서비스센터가 간행하고 있는 "라디오 심야편 연감2008"의 부속CD와 "심야편의 노래"의 옴니버스CD로 들을 수 있을 뿐이다.
2025년 3월 11일 갑상샘 기능저하증으로 사망했다.

## 디스코그래피

### 싱글
- 네, 들었어요 엄마(ネェ、聞いてよママ) (1964년 4월)
- 사치오군(サチオ君) (1964년 6월)
- 도쿄의 밤은 깊어져서(東京の夜は更けて) (1964년 8월)
- 미도리의 처녀(みどりの乙女) (1965년 2월)
- 껌과 초코(ガムとチョコ) (1965년 9월)
- 나만(わたしのことだけ) (1965년 11월)
- 젊은 들장미(若い野ばら) (1965년 12월)
- 꿈꾸는 17세(夢みる17才) (1966년 4월)
- 사랑의 마치(愛のマーチ) (1966년 5월)
- 맨 끝에 있는 호수(さいはての湖) (1966년 7월)
- 파인애플 러브(パイナップル・ラブ) (1966년 8월)
- 노란 손수건(黄色いハンカチ) (1967년 4월)
- 가랑비의 추억(小雨の思い出) (1968년 2월)
- 태양은 울고 있다(太陽は泣いている) (1968년 6월 10일) 오리콘 차트(아래와 같음) 18위
- 두사람만의 성(ふたりだけの城) (1968년 9월 25일)
- 블루라이트 요코하마(ブルー・ライト・ヨコハマ) (1968년 12월 25일) 1위
- 사막과 같은 도쿄에서(砂漠のような東京で) (1971년 5월 10일) 3위
- 추억의 나가사키(おもいでの長崎) (1971년 8월 25일) 10위
- 갈림길(わかれ道) (1986년 11월 21일) - 와타리 테츠야와의 듀엣

### 라이브 앨범
- 블루라이트 요코하마(ブルー・ライト・ヨコハマ) (1969년 4월 25일)
- 사막과 같은 도쿄에서(砂漠のような東京で) (1971년 6월 10일)
- 스크린 라보 테마(スクリーン・ラヴ・テーマ) (1972년 3월 10일)
- 판타지(ファンタジー) (1972년 12월 10일)
- 아름다운 헤어짐(美しい別れ) (1974년 8월 25일)
- 이시다 아유미(いしだあゆみ) (1981년)

## 출연작

### 영화
- 태풍과 석류나무(1967년) - 사카모토 게이코 역
- 크레이지의 대폭발(1969년) - 로케이션 촬영의 가수 역
- 일본 침몰(1973년) - 아베 레이코 역

### CM송
- 야마하 메이트
- 마루이
- 미도리야
- 우스이
- 후쿠시마 TV
- 하우스식품 바몬드 카레